# 동춘별곡
《동춘별곡》(冬春別曲)은 한국에서 제작된 박옥상 감독의 1990년 드라마, 에로 영화이다. 문태선 등이 주연으로 출연하였고 박해선 등이 제작에 참여하였다.

## 출연

### 주연
- 문태선
- 이민숙
- 김운하

## 기타
- 원작자: 김진혁
- 조명: 정덕규